# Luca Perciballi
Luca Perciballi (* 9. Januar 1984 in Modena) ist ein italienischer Jazz- und Improvisationsmusiker (Gitarre, Elektronik, Komposition).

## Leben und Wirken
Perciballi studierte zunächst am Conservatorio A. Boito in Parma, dann am Rotterdams Conservatorium und dem Konservatorium in Mailand.
Perciballi ist Mitglied von Ensembles wie Ivan Valentini Rust and Blue, Kind of Mosh und Leiter des Trios Slanting Dots. Als Assistent von Butch Morris wurde er mit dessen Dirigatsystem vertraut, das er auch bei der Leitung des Fragile Orchester anwendet. 2011 gründete er Fragile, ein Duo mit dem bildenden Künstler Mattia Scappini. Aus ihrer Zusammenarbeit entstand 2016 das Werk Birth of a Square. Weiterhin beschäftigte er sich intensiv mit den Möglichkeiten der Gitarre als reiner Klangerzeuger. Seine Performance für Sologitarre und Objekte Sacred Habits erschien 2024 als Album bei Kohlhaas Records. Als Komponist schreibt er auch Filmmusik und Beiträge für zeitgenössische Kunstinstallationen.
Perciballis Musik wurde in Europa und Asien von verschiedenen Ensembles aufgeführt; er gab Konzerte als Musiker in Italien, Belgien, Frankreich, Deutschland, den Niederlanden und Großbritannien. Im Laufe seiner Karriere arbeitete er mit Musikern wie Marc Ducret, Bruno Tommaso, Graham Collier, Alberto Tacchini, Renato Sellani, Enrico Intra, Alessandro Bosetti (Didone), Barre Phillips, Anthony Moreno, Thomas de Pourquery, Roberto Bonati, Roberto Dani oder Mauro Ottolini.

## Preise und Auszeichnungen
Perciballi erhielt 2012 den Italian Jazz Graffiti als „neues Talent im italienischen Jazz“. 2016 wurde er mit dem Premio Gaslini ausgezeichnet und 2018 mit dem Preis Audiovisioni Soundscape. Weiterhin erhielt er 2017 die Flux-Residenz als Komponist bei Tempo Reale und war 2019 Composer/Performer in Residence am Institute Culturel Italienne in Paris.

## Diskographische Hinweise
- How to Kill Complex Numbers (ParmaFrontiere 2016)
- Trio Eskimo + Luca Perciballi: Fumàna (Setola di Maiale 2020)
- Sacred Habits (Kohlhaas Records 2024)